# Leptothorax fuentei
Leptothorax fuentei är en myrart som beskrevs av Santschi 1919. Leptothorax fuentei ingår i släktet smalmyror, och familjen myror. Inga underarter finns listade i Catalogue of Life.